# Medinilla atroviridis
Medinilla atroviridis är en tvåhjärtbladig växtart som beskrevs av Regalado. Medinilla atroviridis ingår i släktet Medinilla och familjen Melastomataceae. Inga underarter finns listade i Catalogue of Life.